# تیل بانبری

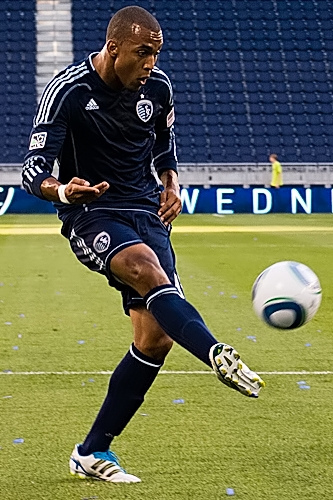

تیل بانبری (Teal Bunbury) بازیکن فوتبال اهل آمریکا است. او ملی پوش تیم ملی فوتبال ایالات متحده آمریکا نیز بوده‌است.
او هم‌اکنون بازیکن باشگاه اسپورتینگ کانزاس سیتی بود اما در سال ۲۰۱۴ به نیوانگلند رولوشن پیوست.